# جيم سافاج
جيم سافاج (بالإنجليزية: Jim Savage)‏ هو منافس ألعاب قوى نيوزيلندي، ولد في 1936.

## روابط خارجية
- جيم سافاج على موقع Paralympic.org (الإنجليزية)
- جيم سافاج على موقع اللجنة البارالمبية النيوزيلندية (الإنجليزية)